# Переддіабет
Переддіабет - період життя, що передує захворюванню на цукровий діабет, стан схильності, часто діагностується ретроспективно.

## Фактори ризику, що призводять до розвитку цукрового діабету
- однояйцеві близнюки, у яких один з батьків хворіє на цукровий діабет, або є хворі на цукровий діабет в генеалогічному дереві другого з батьків;
- жінки, які народили живу дитину масою 4,5 кг і більше;
- матері дітей з вадами розвитку, жінки з глюкозурією під час вагітності, а також після викидня або народження мертвої дитини;
- особи, які страждають на ожиріння, гіперліпопротеїнемію, атеросклероз, гіпертонічну хворобу, гіперурикемію, подагру ;
- захворювання печінки, жовчовивідних шляхів, підшлункової залози, хронічні інфекції сечовивідних шляхів та органів дихання, хронічні ураження нирок ;
- особи з нирковою та аліментарною глюкозурією ;
- особи з епізодичною глюкозурією та гіперглікемією, виявленими в стресових ситуаціях;
- пацієнти зі стійким парадонтозом і фурункульозом;
- особи з нейропатіями неясного генезу;
- особи зі спонтанними гіпоглікеміями ;
- особи похилого та старечого віку [1] .

Ризик захворюваності на цукровий діабет значно зростає при поєднанні декількох чинників: ожиріння + підвищення діастолічного артеріального тиску + підвищення рівня тригліцеридів у плазмі крові, концентрацій молочної кислоти, білірубіну, лактату, активності глутаматпіруваттрансамінази в циркулюючій крові. При правильному способі життя, нормалізації маси тіла, адекватній терапії вищеперелічених станів і захворювань у більшості схильність до розвитку цукрового діабету залишається прихованою і не реалізується в маніфестну форму  .

## Діагностика
Лабораторне визначення рівня глікемії натщесерце і через дві години після прийому їжі (постпрандіальна глікемія), або проведення глюкозотолерантного тесту (показники служать диференційно-діагностичними критеріями між нормою, порушеною толерантністю до глюкози і цукровим діабетом ).

### Доклінічна діагностика цукрового діабету
1. Визначення наявності аутоантитіл до бета-клітин панкреатичних острівців .
2. Визначення рівня С-пептиду [1] .

## Розрізняють

### Порушення толерантності до глюкози
Порушена толерантність до глюкози (за старими класифікаціями «латентний цукровий діабет») клінічно, як правило, не проявляється і характеризується:
- нормоглікемією натщесерце (показник глюкози в периферичної крові 3,3 ... 5,5 ммоль / л);
- глюкозурія відсутня (глюкоза в сечі не визначається);
- виявляється при проведенні тесту толерантності до глюкози [1] .

Нерідко в осіб з порушеною толерантністю до глюкози спостерігаються парадіабетичні симптоми:
- фурункульоз,
- кровоточивість ясен,
- раннє розхитування і випадання зубів, парадонтоз ,
- шкірний і генітальний свербіж,
- сухість шкіри,
- пошкодження та захворювання шкіри, що тривало не загоюються,
- статева слабкість, порушення менструального циклу аж до аменореї,
- ангіонейропатії різної локалізації та вираженості, аж до проліферуючої ретинопатії або вираженого облітеруючого атеросклерозу (облітеруючий ендартеріїт) [1] .

Виявлення даних станів є приводом для проведення тесту толерантності до глюкози .

### Порушення глікемії натщесерце
Стан, при якому визначені показники глікемії натще перевищують норму, але не настільки, щоб відповідати критеріям цукрового діабету. Глюкозурія, як правило, не визначається.

## Прогноз
Прогресування у цукровий діабет 2 типу не є неминучим для людей з передіабетом та становить приблизно 25% протягом наступних трьох-п'яти років. Це збільшує до 50% ризик розвитку діабету протягом 10 років. Діабет одна з основних причин захворюваності та смертності. Результатом захворювання є вплив на крупні кровоносні судини (наприклад, атеросклероз в крупніших артеріях серцево-судинної системи) або дрібніші кровоносні судини, що проявляється в пошкодженні сітківки ока, нирок і нервів.
Передіабет є фактором ризику смертності, існують дані про серцево-судинні захворювання, що розвиваються до встановлення діагнозу діабет.